# Eilema costiplicata
Eilema costiplicata là một loài bướm đêm thuộc phân họ Arctiinae, họ Erebidae.